# Veneția, luna și tu

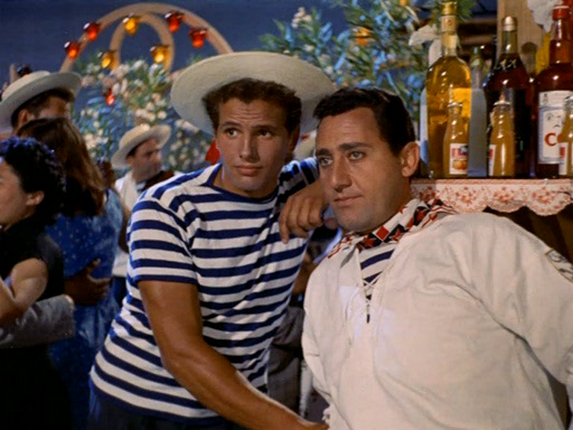
Giuliano Gemma și Alberto Sordi într-o scenă din film

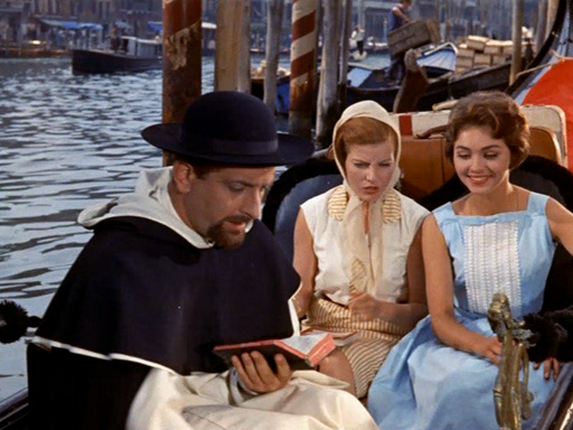
Riccardo Garrone, Niki Dantine și Ingeborg Schöner (scenă din film)

Veneția, luna și tu  (titlul original: în italiană Venezia, la luna e tu) este un film de comedie italian, realizat în 1958 de regizorul Dino Risi, protagoniști fiind actorii Alberto Sordi, Marisa Allasio, Ingeborg Schöner, Nino Manfredi. 

## Conținut
Bepi este un gondolier venețian și cu toate că este îndrăgostit de logodnica sa Nina, cu care a decis să se căsătorească, nu renunță la escapade cu turistele străine pe care le plimbă pe canalele romantice ale Veneției. La fiecare dintre escapadele sale, Nina, furioasă, îl părăsește și se întâlnește cu Toni, un băiat timid care o curtează de mai multă vreme. Doar că Toni este conducător de bărci cu motor supus și cam nerod pe când Bepi este un gondolier chipeș. Inevitabil, de fiecare dată fata își regretă gestul și se lasă recucerită de gondolierul ei. Într-o zi, Bepi își propune să cucerească două fete americane care repede îi cad în plasă și îndrăgostite, ambele decid să se căsătorească cu el. Când Nina află de încă o trădare, îl părăsește și este într-adevăr dispusă să se căsătorească cu Toni. Recucerirea Ninei, de data aceasta pare dificilă, Bepi ca să scape de americance și să se împăce cu Nina, îi cere sfatul lui Don Fulgenzio, parohul cartierului...

## Distribuție
- Alberto Sordi – Bepi
- Marisa Allasio – Nina
- Ingeborg Schöner – Nathalie
- Nino Manfredi – Toni
- Niki Dantine – Janet
- Riccardo Garrone – Don Fulgenzio
- Luciano Marcelli – Gino
- Anna Campori – Claudia, patroana pensiunii
- Ernesto Bon – tatăl lui Bepi
- Dina De Santis – Gina
- Lilly Mantovani – Anna
- Trude Marchetti – Signora Clara, mama Ninei
- Giuliano Gemma – Brando
- Mimmo Poli – un gondolier
- Jole Mauro –
- Marisa Castellani – Lucia

## Melodii din film
- Venezia la luna e tu - de Martelli / Derevitsky
- Cocoleta de J.K. Broady / Luttazzi
- Eterno ritornello de Bruno Biagi
- Trieste mia de Cicero / Viezzoli
- Souvenir d'Italie de Luttazzi / Scarnicci / Tarabusi